# Папафлессас
Григориос Папафлессас (греч. Γρηγόριος Παπαφλεσσας), также Дикеос (греч. Δικαιος; 1788 — 1 июня 1825, Мессения) — политический и военный деятель Греции, национальный герой греческого народа.

## Биография
Был православным священником, архимандритом. Будучи членом тайного революционного комитета «Филики Этерия», в январе 1821 года выполняет задание в Морее по подготовке общегреческого антитурецкого восстания. С началом греческой освободительной войны против Османской империи в 1821 году Г. Папафлессас — один из руководителей восставших. Лично участвовал во многих сражениях против турок.
На состоявшемся в Астросе Всегреческом Национальном собрании в 1823 году избирается министром внутренних дел. Входил в 1824 году также в кабинет Кондуриотиса в качестве министра внутренних дел и полиции. Несмотря на занимаемую должность министра, продолжал возглавлять греческие отряды, шедшие в бой. Командуя небольшим отрядом, пытавшемся задержать высадившуюся в Морее союзную туркам египетскую армию Ибрагим-паши, погиб в сражении при Маньяки — деревушки в Мессении).
Имя Дикайоса (под этим псевдонимом он состоял в подпольной «Филики Этерия») носили несколько кораблей греческого ВМФ.